# Ku-Klux-Klan

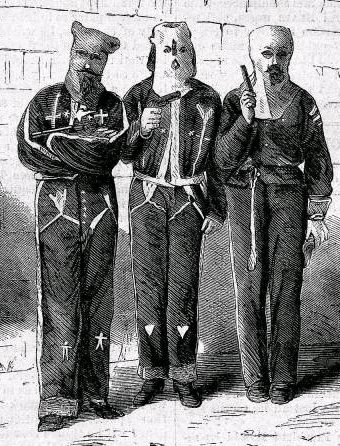
Ku-Klux-Klan tagok, egy fénykép alapján készült metszeten

A Ku-Klux-Klan (röviden: KKK, vagy Klan) több korábbi, illetve jelenleg is működő, titkosan szerveződő társaság neve, melyek az Amerikai Egyesült Államok területén működnek. Sok ezer ártatlan embert félemlítettek, korbácsoltak és öltek meg bőrszínük, hitük, meggyőződésük miatt.

## Története

### Első Ku-Klux-Klan
Az első Ku-Klux-Klant 1865. december 24-én Tennessee államban hat háborús veterán, név szerint Calvin E. Jones, John B. Kennedy, Frank O. McCord, John C. Lester, Richard R. Reed, James R. Crowe alapította. A csoport neve Ku-Klux-Klan lett, mely egyes vélemények szerint a görög „küklosz” (latinosan: kyklos) (kör) szóból eredeztethető, mások azonban puszta hangutánzó szóként értelmezik, a puska závára ad hasonló hangot, mikor felhúzzák. A Ku-Klux-Klan legfőbb célja a feketékre vonatkozó jogkiterjesztések megakadályozása volt. Megalakulását követően rövid idő alatt az egész unió területét behálozta fiókjaival. A társulat tagjai egymást esküvel a legszigorúbb titoktartásra kötelezték és titkosan, álarcban gyilkolták meg az általuk gyűlölt feketéket. Az eredeti célkitűzésektől való eltávolodás, az erőszak elharapózása és a törvényhozás szigorú intézkedései vezettek a feloszlatásához 1871 tavaszán, amikor életbe lépett az ún. Klan-törvény, amely e célból diktátori hatalmat adott az elnök kezébe, aki katonai erővel ezt a titkos társulatot elnyomta.

### Második Ku-Klux-Klan
Másodjára 1915-ben Atlantában alapította újra William Joseph Simmons metodista pap. Eleinte nemcsak a színesbőrűeket üldözték, hanem a bevándorló katolikusokat is.
Napjainkban a Ku-Klux-Klan tagjai a feketék és zsidók helyett egyre inkább a spanyol anyanyelvű bevándorlók ellen fordultak.

### Harmadik Ku-Klux-Klan
A harmadik Ku-Klux-Klan nem is fekete emberek irtásával foglalkozott, hanem inkább katolikus és spanyol bevándorlókat öltek. Katolikus templomokat robbantottak fel. A Ku-Klux-Klan tagja csak fehér protestáns amerikai lehet.

#### Jelenleg is létező szervezetek
Az Anti-Defamation League listája alapján:
- A Ku-Klux-Klan Bayou Lovagjai (Texas, Oklahoma, Arkansas, Louisiana)[2]
- A Ku-Klux-Klan Amerikai Lovagjainak Temploma (főként Texas)
- Amerika Birodalmi Klánjai (17 államban, az egyik legnagyobb klán az országban)[3]
- A Fehér Camelia Lovagjai[4]
- A Ku-Klux-Klan Lovagjai (Thomas Robb vezetésével, központja: Harrison, Arkansas.[5][6] A legnagyobb amerikai klánszervezetnek nevezi magát)[7]
- A Ku-Klux-Klan Hűséges Fehér Lovagjai (Észak-Karolina, vezetője: Will Quigg.[8] Napjainkban a legnagyobb amerikai klánszervezet)[9]
- A Ku-Klux-Klan Fehér Lovagjai (Mississippi, Louisiana)

## Ideológia
A Ku-Klux-Klan ideológiái:
- Fehér Felsőbbrendűség
- Fehér Nacionalizmus
- Nativizmus
- Bevándorlásellenesség
- Globalizációellenesség
- Homofóbia
- Keresztény terrorizmus
- Antikatolicizmus
- Antiszemitizmus
- Keresztény identitás
- Neofasizmus
- Neonácizmus
- Iszlamofóbia / Iszlámellenesség

## Tagság
| Évszám | Tagok száma |
| ------ | ----------- |
| 1920   | 4 000 000   |
| 1924   | 6 000 000   |
| 1930   | 30 000      |
| 1965   | 40 000      |
| 1968   | 14 000      |
| 1970   | 3500        |
| 1974   | 1500        |
| 1975   | 6500        |
| 1979   | 10 000      |
| 1991   | 10 000      |
| 2013   | 8000        |
| 2016   | 6000        |
| 2018   | 12 000      |

A tagdíj évi 10 dollár volt. A tagoknak 2-3 dollárért a kámzsát és a talpig érő fehér ruhát is meg kellett venniük. A kivégzőosztag tagjai fekete ruhát, kámzsát viseltek. 2018-ban a duplájára nőtt a tagok száma a 2016-os adathoz képest. A statisztikai szűrések alapján, ha ez a gyors növekedés az elkövetkezendő években is fennáll (melyre nagy esély van az egyre inkább növekvő multikulturalizmus miatt, mely rasszizmust vonz maga után, pl.: latin amerikaiak) 2030-ra a tagok száma elérheti a 768 000 főt is. A KKK népszerűsége mellett, a Fehér Nacionalizmus is, mint ideológia, növekvő tendenciát mutat az Amerikai Egyesült Államokban.

## Jelképek
- A Vércsepp Kereszt, a klán emblémája.
- A klán zászlója.
- A Lovagok Pártjának zászlója, amely a klán politikai ága.
- A háromszög alakú jelkép
- A Hayes Pond-i ütközet alatt használt zászló
- Az égő kereszt

## Külső hivatkozások
- December 24: A Ku-Klux Klán megalakulása (magyarul)
- www.kkk.com Archiválva 2020. november 16-i dátummal a Wayback Machine-ben
- www.kkklan.com